# قلصادة (جبل)
القلصادة هو جبل في جبال الأندة ، يرتفع نحو 5,874 م وتقع في سلسلة جبال كرديليرا ريال في بوليفيا.